# Thomas Say
Thomas Say, född 27 juni 1787 i Philadelphia, Pennsylvania, USA, död 10 oktober 1834 i New Harmony, Indiana, var en amerikansk entomolog, konkolog och herpetolog. Auktorsnamnet Say kan användas för Thomas Say i samband med ett vetenskapligt namn inom zoologin; se Wikipedia-artiklar som länkar till auktorsnamnet. Han har kallats fadern till amerikansk beskrivande entomologi och amerikansk konkologi och var bibliotekarie för Academy of Natural Sciences of Philadelphia, intendent vid American Philosophical Society (invald 1817), och professor i naturhistoria vid University of Pennsylvania.

## Biografi
Say föddes i en framstående kväkarfamilj och var barnbarnsbarn till John Bartram och brorson till William Bartram. Hans far, Dr. Benjamin Say, var svåger till en annan Bartramson, Moses Bartram. Familjen Say hade ett hus, "The Cliffs" på Gray's Ferry, som gränsar till familjen Bartrams gårdar i Kingessing township, Philadelphia County. Som pojke besökte Say ofta familjens trädgård, Bartram's Garden, där han ofta tog fjärils- och skalbaggeexemplar till sin gammelfarbror William.
I januari 1827 gifte sig Say i hemlighet med Lucy Way Sistare, som han träffat vid flytten till New Harmony och som var konstnär och illustratör, som i boken American Conchology, och valdes till den första kvinnliga medlemmen av Academy of Natural Sciences.
Under sina år i New Harmony upplevde Say och Lesueur stora svårigheter. Say var en blygsam och anspråkslös man, som levde sparsamt som en eremit. Han övergav kommersiell verksamhet och ägnade sig åt sina studier, vilket betydde svårigheter för hans familj. Han dog, troligen av tyfoidfeber, i New Harmony,  47 år gammal.

## Karriär och vetenskapligt arbete
Say, som blev apotekare, var en självlärd naturalist och hjälpte till att 1812 grunda Academy of Natural Sciences of Philadelphia (ANSP). År 1816 träffade han Charles Alexandre Lesueur, en fransk naturalist, malakolog och iktyolog som snart blev medlem av akademin och tjänstgjorde som dess kurator fram till 1824.
På akademin började Say sitt arbete med vad han skulle publicera som amerikansk entomologi. För att samla insekter gjorde han många expeditioner till gränsområden och riskerade indianattacker och faror med att resa på vild landsbygd. År 1818 följde han med sin vän William Maclure, då ANSP-president, och den amerikanska geologins fader, Gerhard Troost, och andra medlemmar av akademin på en geologisk expedition till de havsöarna i Georgia och Florida, då en spansk koloni.

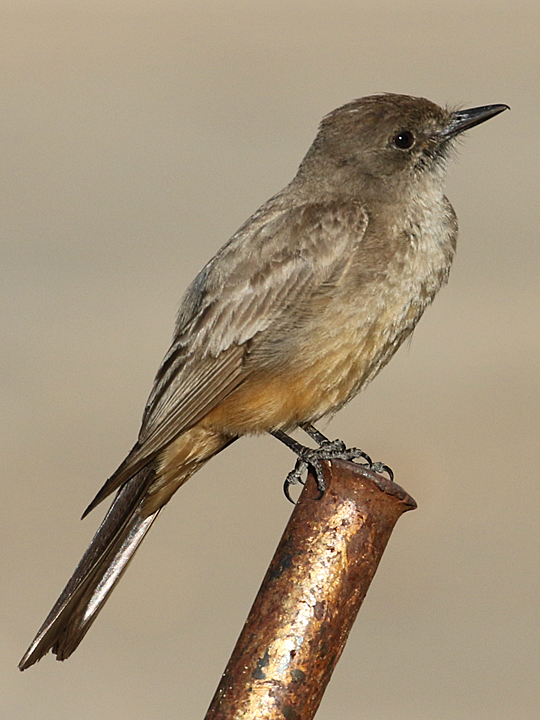
Rödbrun fibi

Under 1819-20 ledde major Stephen Harriman Long en forskningsresa till Klippiga bergen och Missouriflodens bifloder, med Say som zoolog. Deras officiella redogörelse för denna expedition innehåller bland annat de första beskrivningarna av prärievarg, präriekatträv, västlig kungstyrann, bandstjärtsduva, klippgärdsmyg, rödbrun fibi, småsiska, lärksparv, lazulikardinal, orangekronad skogssångare, halsbandsleguan, Scincella lateralis, Pantherophis obsoletus, och rödsidig strumpebandssnok.
År 1823 tjänstgjorde Say som chefszoolog i Longs expedition till Mississippiflodens huvudflöde. Han flyttade med "Boatload of Knowledge" till New Harmony Settlement i Indiana (1826–1834), ett utopiskt samhällsexperiment grundat av Robert Owen. Say åtföljdes av Maclure, Lesueur, Troost och Francis Neef, en innovativ pedagog. Där träffade han senare Konstantin Samuel Rafinesque-Schmaltz, en annan naturalist. 

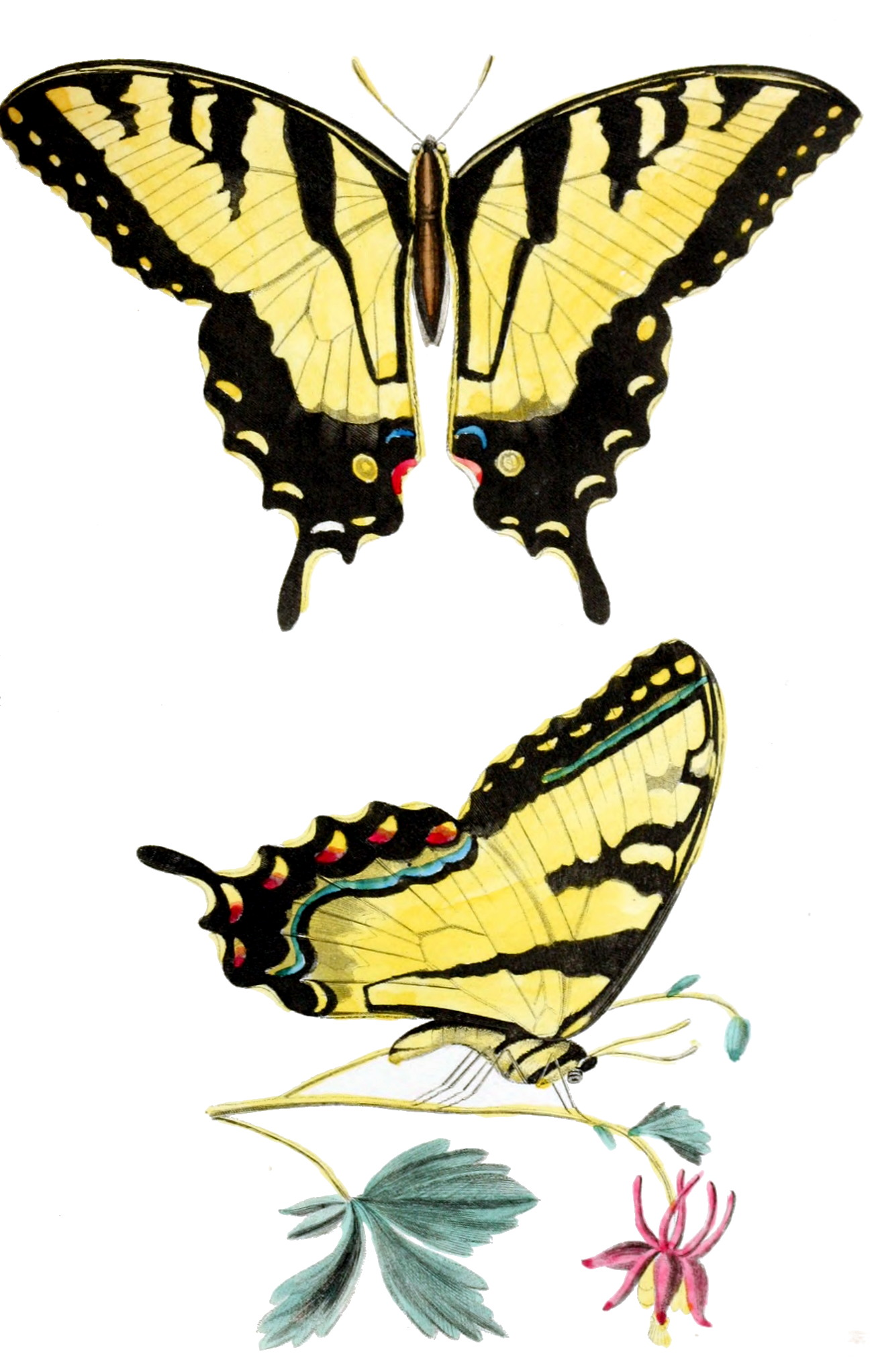
Papilio turnus (= Papilio glaucus), från 'American Entomology'

På New Harmony fortsatte Say sitt monumentala arbete med att beskriva insekter och blötdjur, vilket ledde till två klassiska verk:
- American Entomology, eller Descriptions of the Insects of North America, 3 volymer, Philadelphia, 1824–1828.
- American Conchology, eller Descriptions of the Shells of North America Illustrated From Coloured Figures From Original Drawings Executed from Nature, Del 1–6, New Harmony, 1830–1834; Del 7, Philadelphia, 1836.

## Eftermäle
Say beskrev mer än 1 000 nya arter av skalbaggar, mer än 400 arter av insekter av andra klasser och sju välkända arter av ormar.
Andra zoologer hedrade honom genom att namnge flera taxa efter honom:
- Dyspanopeus sayi (S. I. Smith, 1869) – Say's mud crab
- Portunus sayi (Gibbes, 1850) – a swimming crab of the family Portunidae
- Porcellana sayana (Leach, 1820) – an Atlantic porcelain crab
- Lanceola sayana (Bovallius, 1885) – an amphipod from the family Lanceolidae
- Calliostoma sayanum Dall, 1889 – a sea snail in the family Calliostomatidae
- Diodora sayi (Dall, 1899) – a sea snail in the family Fissurellidae
- Oliva sayana Ravenel, 1834 – a sea snail in the family Olividae
- Sayella Dall, 1885 – a genus of sea snails in the family Pyramidellidae
- Propeamussium sayanum (Dall, 1886) – a saltwater clam in the family Propeamussiidae
- Appalachina sayana (Pilsbry in Pilsbry & Ferriss, 1906) – a land snail in the family Polygyridae
- Pituophis catenifer sayi (Schlegel, 1837) – the bullsnake[13]
- Sayornis (Bonaparte, 1854) – a genus in the tyrant flycatcher family
- Sciurus niger rufiventer - Say's squirrel
- Chlorochroa sayi (Stål, 1872) - Say's stink bug, a species of stink bug